# فريبورت (نوفا سكوشا)
فريبورت (بالإنجليزية: Freeport, Nova Scotia)‏ هي قرية تقع في كندا في Digby. يقدر عدد سكانها بـ 291 نسمة ومساحتها 7.57 كم2 .